# دوستی معمولی
دوستان معمولی (انگلیسی: Just Friends) فیلمی در ژانر کمدی رمانتیک به کارگردانی راجر کامبل است که در سال ۲۰۰۵ منتشر شد.

## خلاصه داستان
زمانی که کریس برای کریسمس به محل زندگی کودکی‌اش برمیگردد، به طرز اتفاقی با عشق دوران دبیرستانش یعنی جیمی که در آن زمان بهترین دوستش هم بود برخورد می‌کند، همان جیمی ای که با ردکردن کریس و خواستن فقط «دوستی معمولی» با او باعث شد که کریس به شخصی که به طرز وحشتناکی بی‌بند و بار است تبدیل شود. اما با دیدن مجدد جیمی کریس می‌فهمد که شانسی دوباره دارد تا بعد از سالها روابطش با جیمی را بیش از دوستی معمولی ببرد…

## بازیگران
- رایان رینولدز
- ایمی اسمارت
- آنا فاریس
- کریس کلاین
- کریس مارکت
- استیون روت
- میرچا مونرو
- رابین دان
- سوزان وارد
- تای اولسون